# Hans Günter Bömeke
Hans Günter Bömeke (* 3. September 1942 in Eschweiler) war Landrat des Kreises Aachen.

## Leben
Nach seinem Wehrdienst arbeitete er zunächst als Akquisiteur. Durch verschiedene Lehrgänge (so z. B. dem Besuch der Bundesfachschule für Datenverarbeitung, der  Akademie für Führungskräfte der Wirtschaft und des Zentrums für Unternehmensführung) hat er sich für die Tätigkeit als Geschäftsführer des Lynenwerk GmbH und Co. KG in Eschweiler qualifiziert (Diplom-Betriebsökonom). Diese Position übte er von 1991 bis 2002 aus.
1969 wurde er erstmals in den Kreistag des Kreises Aachen gewählt, in dem er bis 2009 aktiv tätig war. Von 1982 bis 1984 war er als Vorsitzender der SPD-Kreistagsfraktion tätig. 1984 bis 1989 war er Landrat des Kreises Aachen.
Für seine kommunalpolitische Tätigkeit wurde Hans G. Bömeke das Bundesverdienstkreuz überreicht.
Hans G. Bömeke ist geschieden und hat ein Kind.